# Cheilosporum planiusculum
Cheilosporum planiusculum (Kützing) Yendo, 1902  é o nome botânico  de uma espécie de algas vermelhas pluricelulares do gênero Cheilosporum, subfamília Corallinoideae.
- Algas marinhas encontradas no Brasil.

## Sinonímia
- Corallina planiuscula Kützing, 1858
- Amphiroa tuberculosa f. planiuscula (Kützing) Setchell & Gardner, 1903